# St Helen's
St Helen's är en stadsdel i Hastings, i distriktet Hastings, i grevskapet East Sussex, i England. Denna ward hade 4 787 invånare år 2021. Hastings St Helens var en civil parish från 1897 till 1909 då den blev en del av Hastings. Denna civil parish hade 6 184 invånare år 1901.